# Trichoncus saxicola
Trichoncus saxicola là một loài nhện trong họ Linyphiidae. Chúng được Octavius Pickard-Cambridge miêu tả năm 1861.